# Herbert Pankau
Herbert Pankau (n. 4 octombrie 1941, Złotów, voievodatul Polonia Mare, Polonia – d. 25 iulie 2025) a fost un fotbalist german, medaliat olimpic. A participat la o ediție a Jocurilor Olimpice (1964) în care a câștigat o medalie de bronz.

## Participări
Lista de mai jos prezintă principalele competiții la care a participat Herbert Pankau de-a lungul carierei.
- football at the 1964 Summer Olympics[*]